# Buck Rogers (Fernsehserie)

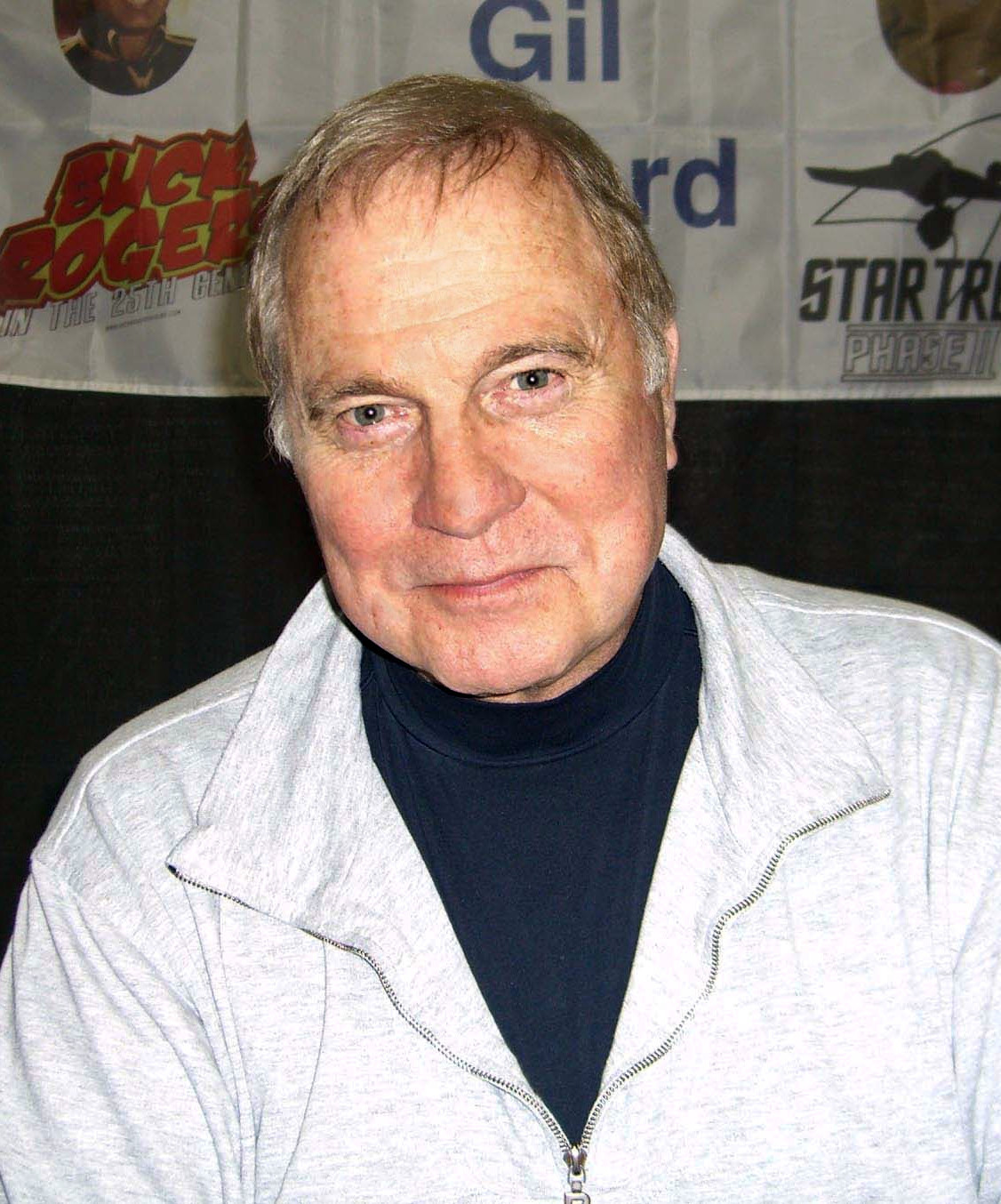
Gil Gerard

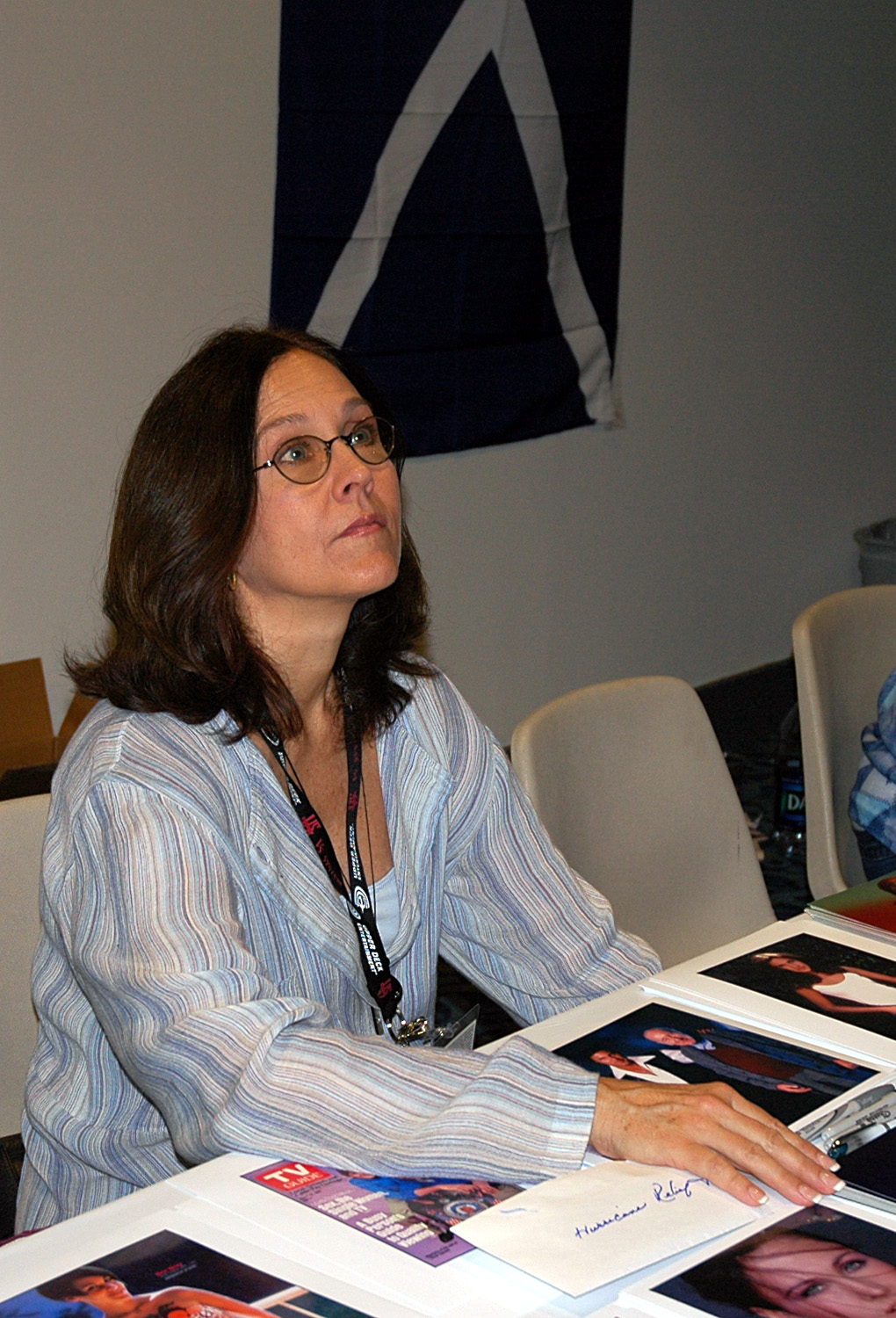
Erin Gray

Buck Rogers ist eine US-amerikanische Science-Fiction-Serie, basierend auf den Buck Rogers-Comicstrips von Philip Francis Nowlan und Richard Calkins, die zwischen 1979 und 1981 in den Universal Studios und in zwei Staffeln entstand.

## Handlung
Der Astronaut Captain William ‚Buck‘ Rogers wird im Pilotfilm bei einem Unfall mit seinem Shuttle Ranger 3 eingefroren. 500 Jahre treibt er im All, bis er im Jahr 2491 von einem Raumschiff des Draconianischen Imperiums gefunden und aufgetaut wird. Er darf zur Erde zurückkehren, wird aber ohne sein Wissen dazu benutzt herauszufinden, wie man die Verteidigungslinien der Erde durchbrechen kann. Auf der Erde wird er zunächst für einen draconianischen Spion gehalten, kann aber das Erd-Direktorat von seiner Unschuld überzeugen und kämpft mit den irdischen Truppen erfolgreich gegen die Draconier. Begleitet wird Buck stets von dem Roboter ‚Twiki‘. Dieser trägt meist Dr. Theopolis umher, eine KI von übermenschlicher Intelligenz in einem runden durchsichtigen Gehäuse.

In der ersten Staffel hilft er der Pilotin Wilma Deering, die Erde vor Gefahren zu beschützen. In der zweiten Staffel werden die beiden, zusammen mit ihrem neuen Gefährten Hawk, auf das Raumschiff Searcher versetzt.

## Ausstrahlung
Der Pilotfilm zur Serie wurde zunächst ab März 1979 in den US-Kinos aufgeführt, da gerade in den USA ein Science-Fiction-Boom, ausgelöst durch den ersten Star-Wars-Spielfilm Krieg der Sterne, vorherrschte. Die Kinoadaption des Kampfstern Galactica-Pilotfilms (auch eine Larson-Produktion) war in den Kinos ebenso sehr erfolgreich. Die Serie selbst ging im US-Fernsehen ab September 1979 auf Sendung. Doch wie bei Kampfstern Galactica gingen die Einschaltquoten mit der Zeit zurück, sodass bei beiden Serien zwischen den Staffeln die Konzeption überarbeitet wurde. Erst im Frühjahr 1981 begann man mit der Ausstrahlung der zweiten Staffel. Auch hier blieben die Quoten hinter den Erwartungen zurück, sodass die Serie schon nach acht Folgen aus dem Programm genommen wurde.
Auch in Deutschland wurde zunächst der Pilotfilm im Juli 1979 in die bundesdeutschen Kinos gebracht und ab 1982 mehrfach in der ARD und in den Dritten Programmen wiederholt. Der damals junge Privatsender Sat.1 begann am 25. Mai 1985 mit der Ausstrahlung von 13 ausgewählten Folgen, die 1986 dort wiederholt wurden. Ab dem 3. Juni 1989 zeigte der deutsche Privatsender RTLplus die komplette Serie, welche 1990 und 1991 erneut zu sehen war. Man griff dabei allerdings auf andere Synchronsprecher zurück, sodass die Sprecher im Lauf der Serie nun wechseln. Seit dem Jahr 2000 wurde die Serie mehrfach bei verschiedenen Pay-TV-Programmen und auch im frei empfangbaren Fernsehen gezeigt.

## Episodenliste

### Staffel 1
| Nr. (ges.) | Nr. (St.) | Deutscher Titel                           | Originaltitel                      | Erstausstrahlung USA | Deutschsprachige Erstausstrahlung (D) | Regie                |
| --- | --------- | ----------------------------------------- | ---------------------------------- | -------------------- | ------------------------------------- | -------------------- |
| 1 | 1         | Zurück zu den Sternen – Teil 1            | Awakening – Part 1                 | 20. Sep. 1979        | 4. Sep. 1990 (RTLplus)                | Daniel Haller        |
| Der Astronaut Captain William ‚Buck‘ Rogers wird bei einem Unfall mit seinem Shuttle Ranger 3 eingefroren. 500 Jahre treibt er im All, bis er im Jahr 2491 von einem Raumschiff des Dracon-Imperiums gefunden und aufgetaut wird. Er darf zur Erde zurückkehren, wird aber ohne sein Wissen benutzt herauszufinden, wie man die Verteidigungslinien der Erde durchbrechen kann. Auf der Erde wird er zunächst für einen draconischen Spion gehalten, kann aber das Erd-Direktorat von seiner Unschuld überzeugen und kämpft mit den irdischen Truppen erfolgreich gegen die Draconier. |           |                                           |                                    |                      |                                       |                      |
| 2 | 2         | Zurück zu den Sternen – Teil 2            | Awakening – Part 2                 | 20. Sep. 1979        | 11. Sep. 1990 (RTLplus)               | Daniel Haller        |
| Im Kampf gegen die Piraten kann Buck Rogers mehrere Angreifer vernichten, indem er den Autopiloten seines Kampfschiffes abschaltet. Beim Empfang der Draconier auf der Erde flirtet Buck Rogers mit Prinzessin Ardala, die ihn für ein Schäferstündchen mit auf ihr Schiff nimmt. Er flößt ihr ein Schlafmittel ein und durchsucht das Schiff. Dabei bemerkt er, dass die angeblichen Piratenschiffe in Wirklichkeit Kampfflieger der Draconianer sind, die gerade einen Angriff auf die Erde vorbereiten. Er schiebt Bomben in die Düsen der zum Start vorbereiteten Schiffe, die nach dem Angriffsbefehl der Reihe nach explodieren. Zukünftig soll er gemeinsam mit der Pilotin Wilma Deering die Erde vor Gefahren beschützen. |           |                                           |                                    |                      |                                       |                      |
| 3 | 3         | Vistula – Die tödliche Bedrohung – Teil 1 | Planet of the Slave Girls – Part 1 | 27. Sep. 1979        | 18. Sep. 1990 (RTLplus)               | Michael Caffey       |
| Eine große Zahl von Kampfpiloten erkrankt an einem Virus, der offenbar durch den Verzehr von Nahrungsmittelkonzentraten verbreitet wird, die vom Planeten Vistula stammen. Dr. Huer, der gemeinsam mit Dr. Mallory an einem Gegenmittel forscht, kann nur knapp einem Attentat entkommen. Buck Rogers fliegt mit Wilma Deering, Major Duke Danton und Major Fields nach Vistula, um Nachforschungen zu betreiben. Dort werden einheimische Nomaden als Sklaven ausgebeutet. Die Sklavin Ryma warnt Buck vor den Machenschaften des charismatischen Sklavenhändlers Kaleel. In einer Fabrik entdeckt Buck verseuchtes Verpackungsmaterial. Wilma, die Ryma helfen will, wird mit ihr gemeinsam von Kaleels Gefolgsleuten zu ihm geschafft. Als Buck und Duke ihnen folgen, wird ihr Raumschiff von Kaleels Leuten mit einem Kraftfeld zum Absturz gebracht. |           |                                           |                                    |                      |                                       |                      |
| 4 | 4         | Vistula – Die tödliche Bedrohung – Teil 2 | Planet of the Slave Girls – Part 2 | 27. Sep. 1979        | 25. Sep. 1990 (RTLplus)               | Michael Caffey       |
| Mit Rymas Hilfe kann Wilma entkommen, wird aber erneut gefangengenommen, als sie über ein Terminal die Erde warnen will. Buck und Duke haben den Absturz überlebt und entdecken eine riesige Zahl von Kampffliegern, mit denen Kaleel die Erde angreifen will. Duke kann mit einem der Flieger zur Erde entkommen, doch dort sind nur noch sechs Kampfpiloten einsatzbereit. Buck wird ebenfalls von Kaleels Leuten festgesetzt, kann aber mit Wilma und Ryma entkommen. Buck und Wilma übernehmen zwei von Kaleels Kampffliegern. Mit einer Taktik, die Buck vom American Football übernommen hat, kann Kaleels Flotte ausgeschaltet werden, während Kaleel von Ryma und einer Handvoll verbündeter Einheimischer festgenommen wird. |           |                                           |                                    |                      |                                       |                      |
| 5 | 5         | Black Jack im All                         | Vegas in Space                     | 7. Okt. 1979         | 3. Mai 1985 (Sat.1)                   | Sigmund Neufeld, Jr. |
| Die Drakonianer verfügen über neue Kampfschiffe, denen die Kampfschiffe der Erde unterlegen sind. Der Schmuggler Amos Armat bittet Dr. Huer um Hilfe bei der Suche nach seiner entführten Mitarbeiterin Felina Redding, die in Wirklichkeit seine Tochter ist, wovon sie nichts weiß. Felina war zufällig auf Dokumente über Armats verbotene Geschäfte gestoßen, für die sich auch Amos Konkurrent Morgan Velosi interessiert. Dieser engagiert den skrupellosen Vernehmer Carl Morphus, um der entführten Felina ein möglicherweise tödlich wirkendes Wahrheitsserum zu injizieren und sie so zur Preisgabe der Informationen zu bewegen. Buck begibt sich gemeinsam mit Major Marla Landers nach Sinaloa, einem riesigen orbitalen Spielkasino, das Velosi gehört. Landers lässt sich von Velosi zu einem Rendezvous erpressen, während Buck sich beim Black Jack mit der Animierdame Tangie anfreundet. Gemeinsam können sie Felina noch rechtzeitig befreien, und es gelingt ihnen auch, den drakonianischen Verfolgerschiffen zu entkommen, die Velosi gerufen hatte. |           |                                           |                                    |                      |                                       |                      |
| 6 | 6         | Verschwörung der Planeten – Teil 1        | The Plot to Kill a City – Part 1   | 11. Okt. 1979        | 25. Apr. 1985 (Sat.1)                 | Dick Lowry           |
| Buck gelingt es, den Verbrecher Raphael Argus gefangenzunehmen, der in die „Legion des Todes“ aufgenommen wurde. Diese will New Chicago mittels einer Antimaterie-Explosion vernichten. Buck übernimmt die Identität von Angus und reist nach Aldebaran, um sich mit dessen neuen Verbündeten zu treffen, dem Kämpfer Marco Marsilca, der Empathin Sharese, dem Telekinetiker Jolen Quince, dem Mutanten Varek und dem Anführer Seton Kellogg. Diese wissen noch nicht, wie er aussieht, so dass er ihr Vertrauen gewinnen kann. Joella Cameron, eine alte Freundin von Argus, erkennt zwar, dass er nicht Argus ist, unterstützt Buck aber aus spontaner Sympathie. Parallel zu Buck ist Wilma ebenfalls der Legion auf der Spur, wird jedoch von Sharese entdeckt. Bei der Verfolgung feuert Buck auf Marco anstatt auf Wilma. Bevor Buck mit ihr fliehen kann, wird er jedoch von dem Ganoven Barney Smith verraten, den er auf dem Weg nach Aldebaran kennengelernt und der ihm verheimlicht hatte, dass er den echten Argus kennt. |           |                                           |                                    |                      |                                       |                      |
| 7 | 7         | Verschwörung der Planeten – Teil 2        | The Plot to Kill a City – Part 2   | 18. Okt. 1979        | 26. Apr. 1985 (Sat.1)                 | Dick Lowry           |
| Mit Hilfe von Joella kann Buck der Legion entkommen, wird aber wieder eingefangen. Er behauptet nun, er sei der Attentäter Erin Wist und will Mitglied der Legion werden. Diese Identität lässt Kellogg von Harsteen überprüfen, einem Komplizen im Direktorat der Erde, bevor dieser von Dr. Theopolis enttarnt werden kann. Als Kellogg erfährt, wer Buck tatsächlich ist, befiehlt er Varek, ihn zu töten. Varek jedoch stellt sich gegen die Legion und lässt Buck entkommen. Buck entkommt mit dem Schiff von Barney, dass dieser für den Verräterlohn gekauft hatte. Die Mitglieder der Legion sind jedoch schon auf dem Weg zum Kraftwerk von Chicago, um dieses zu sabotieren und zur Explosion zu bringen. Durch Erpressung des Ingenieurs Richard Selvan können sie eindringen und ihren Plan zunächst ausführen. Doch der hinzukommende Dr. Huer kann die Sabotage mit Hilfe von Varek rückgängig machen, nachdem Buck die anderen Flüchtigen unschädlich gemacht hat. |           |                                           |                                    |                      |                                       |                      |
| 8 | 8         | Die Rückkehr des Kampfgeschwaders         | Return of the Fighting 69th        | 25. Okt. 1979        | 2. Okt. 1990 (RTLplus)                | Philip Leacock       |
| Buck, Wilma und die beiden Kadetten Clayton und Westlake verfolgen den Waffenschmuggler Corliss, der Nervengas aus dem 20. Jahrhundert gestohlen hat und damit die Erde angreifen will. Als Corliss in den Nekrosis-Gürtel fliegt, werden Clayton und Westlake getötet, weil ihre Kampfschiffe mit Asteroiden kollidieren. Um Corliss folgen zu können, benötigt Wilma die Hilfe des ehemaligen Kampfpiloten Major Noah Cooper und seines früheren 69er Geschwaders. Sie selbst hatte das Geschwader einstmals aus Altersgründen pensionieren lassen. Während des Angriffs auf „Nekrosis IV“ werden Buck und Wilma isoliert und gefangengenommen. Da Corliss und seine Frau Roxanne Trent aus einer früheren Auseinandersetzung mit Wilma schwere Verletzungen und Narben verblieben, soll diese gefoltert werden. Da Buck die Zeichensprache beherrscht, kann jedoch Roxannes taubstumme Sklavin Alicia ihm und Wilma zur Flucht verhelfen, bevor die Kampfpiloten des 69er Geschwaders die Basis von Corliss und Roxanne zerstören. |           |                                           |                                    |                      |                                       |                      |
| 9 | 9         | Ein tödliches Wagnis                      | Unchained Woman                    | 1. Nov. 1979         | 10. Mai 1985 (Sat.1)                  | Dick Lowry           |
| Buck lässt sich heimlich in ein Gefängnis der Zetarianer auf deren Mond 3 einschleusen und befreit Jen Burton, die aufgrund eines Mordes ihres Schmuggler-Freundes Malary Pantera verurteilt wurde. Das Erd-Direktorat will mit Jens Hilfe herausfinden, wer Panteras Schmugglern Informationen verkauft. Buck und Jen werden von einem defekten Gefängnis-Androiden verfolgt und von dem Ganoven Serio Sandweiler an Pantera verraten. Indem Buck sein Gefängnis-Armband Pantera überstreift, wird dieser nunmehr von dem Androiden verfolgt und außer Gefecht gesetzt. Ein ehemaliger Freund von Dr. Elias Huer, Botschafter Ted Warwick, erweist sich als der gesuchte Verräter. |           |                                           |                                    |                      |                                       |                      |
| 10 | 10        | Die Raumfalle                             | Planet of the Amazon Women         | 8. Nov. 1979         | 16. Okt. 1990 (RTLplus)               | Philip Leacock       |
| Bucks Raumjäger erhält einen Notruf vom Transportschiff der beiden xantianischen Schwestern Linea und Nyree, die er zu ihrem Heimatplaneten abschleppt. Dies ist jedoch eine Falle, denn die Ruathaner halten seit einem kriegerischen Konflikt die meisten Männer von Xantia gefangen. Cassius Thorne, der Onkel der beiden Entführerinnen, verkauft Buck an Ariela, die Tochter der Premierministerin Dyne. Ariela steht in Opposition zu ihrer Mutter und überredet Buck, gemeinsam den ruathanischen Botschafter Dr. Theronin aufzusuchen, bei dem es sich um einen ebensolchen Computer wie Dr. Theopolis handelt. Das Erd-Direktorat verhandelt gerade mit den Ruathanern, um die Versorgung mit Barbarit von Madrea sicherzustellen. Weil Buck auf Xantia viel mehr Barbarit gefunden hat, erreicht er eine Verhandlungslösung mit dem Ruathanern, die im Tausch gegen Madrea alle xantianischen Gefangenen freilassen. |           |                                           |                                    |                      |                                       |                      |
| 11 | 11        | Der kleine Präsident                      | Cosmic Wiz Kid                     | 15. Nov. 1979        | 24. Mai 1985 (Sat.1)                  | Leslie H. Martinson  |
| Der Gangster Roderick Zale entführt Hieronymus Fox, den Präsidenten des Planeten Genesia, nach Aldebaran II, um Lösegeld zu erpressen. Hieronymus ist ein über 493 Jahre altes geniales Kind, das von der Erde stammt und von den Genesianern aus dem Kälteschlaf geweckt wurde. Buck wird von Dia Cyrton, der Leibwächterin von Hieronymus, zunächst mittels einer Spritze willensunfähig gemacht, um seine Unterstützung zu erhalten. Dennoch hilft er ihr. Auf Aldebaran II gelingt es ihnen zunächst, mit Unterstützung eines Telepathen den Aufenthaltsort der Entführer zu ermitteln und einem Mordanschlag von Zales Komplizen Toman zu entgehen. Beim Versuch, auf Zales Grundstück zu gelangen, werden sie jedoch gefangengenommen. Wilma suchte im Auftrag von Dr. Huer ebenfalls auf Aldebaran II nach dem Präsidenten, der seinen Entführern bereits aus eigener Kraft entkommen konnte. Gemeinsam können sie Buck und Dia befreien. |           |                                           |                                    |                      |                                       |                      |
| 12 | 12        | Gefährliche Umarmung                      | Escape from Wedded Bliss           | 29. Nov. 1979        | 17. Mai 1985 (Sat.1)                  | David Moessinger     |
| Die Draconianer greifen die Erde mit einer außerirdischen „Pyramiden-Waffe“ an. Prinzessin Ardala will damit die Übergabe von Buck Rogers erzwingen, den sie heiraten möchte, um den offiziellen Anforderungen als Thronerbin genügen zu können. Buck gelingt es, den als Einsiedler auf der Ede lebenden Garedon zu finden, einen draconianischen Überläufer, der den Grundriss von Ardalas Kriegsschiff kennt. Dann begibt er sich an Bord des draconianischen Flaggschiffes. Im Rahmen des Hochzeitsrituals muss er auf Leben und Tod gegen Ardalas Leibwächter Tigerman kämpfen. Buck siegt, verschont jedoch das Leben von Tigerman. Während der Trauung gelingt es ihm durch Erzeugung plötzlicher Dunkelheit, bis zum Steuerpult der Pyramidenwaffe vorzudringen und diese zu zerstören. Weil Tigerman sich für seine Lebensrettung revanchieren will, muss Ardala Buck schließlich zur Erde zurückkehren lassen. |           |                                           |                                    |                      |                                       |                      |
| 13 | 13        | Kreuzfahrt zu den Sternen                 | Cruise Ship to the Stars           | 27. Dez. 1979        | 9. Okt. 1990 (RTLplus)                | Sigmund Neufeld, Jr. |
| Die Mutantin und Diebin Sabrina teilt sich den Körper mit der schüchternen Alison Michaels, die sich in ihren Ganovenpartner Jay Davin verliebt hat. Auf einem Kreuzfahrtraumschiff wollen die beiden Diebe, mit Unterstützung durch den Techniker Kroll, die Schönheitskönigin „Miss Kosmos“ entführen und zerstückeln, um die perfekten genetischen Überreste mit hohem Gewinn zu verkaufen. Als der erste Versuch misslingt, begeben sich Buck und Wilma an Bord des Schiffes, um die Miss Kosmos zu beschützen. Es gelingt Buck, das Vertrauen Alisons zu gewinnen, aber die über übermenschlichen Kräfte verfügende Sabrina kann er nur mittels schmerzender Ultraschall-Töne außer Gefecht setzen. Twiki verliebt sich in die Roboterin Tina. |           |                                           |                                    |                      |                                       |                      |
| 14 | 14        | Vorvon's tödlicher Biss                   | Space Vampire                      | 3. Jan. 1980         | 23. Okt. 1990 (RTLplus)               | Larry Stewart        |
| Twiki wird von Buck und Wilma zur Reparatur auf eine Raumstation gebracht. Diese wird von einem Raumschiff gerammt, mit dem kein Kontakt hergestellt werden kann. Die Besatzung ist scheintot. Während Commander Royko einen Virus von Deneb V als Ursache ansieht, kommt Buck schnell zu der Erkenntnis, dass sich an Bord ein sogenannter Vorvon befindet, eine Art Vampir, der nun auch den Arzt der Raumstation, Dr. Ecbar, außer Gefecht setzt. Außerdem hat er es auch auf Wilma abgesehen. Buck kann sie nicht beschützen, da Royko ihn als infiziert ansieht und einsperrt. Zuvor hat er jedoch noch das Notshuttle manipuliert, falls der Vorvon damit fliehen sollte. Als der Vorvon mit Wilma und dem Shuttle davonfliegt, wird dieser durch Strahlen blockiert und in die Sonne geflogen. Wilma kann jedoch entkommen. |           |                                           |                                    |                      |                                       |                      |
| 15 | 15        | Pilot aus dem Jenseits                    | Happy Birthday, Buck               | 10. Jan. 1980        | 30. Okt. 1990 (RTLplus)               | Sigmund Neufeld, Jr. |
| Weil Buck melancholisch wird, wenn er an das 20. Jahrhundert zurückdenkt, organisieren Wilma und Dr. Huer eine Überraschungsparty zu seinem 534. Geburtstag. Ltn. Cornell Traeger wurde 15 Jahre von den Kapellanern unter der Erde gefangengehalten, ohne das Tageslicht zu sehen. Dafür macht er Dr. Huer verantwortlich, in dessen Auftrag er unterwegs war. Ltn. Garth ist deshalb besorgt um das Leben von Dr. Huer, denn Traeger könnte ihn mittels seiner Fähigkeiten zur Materieverwandlung in Silikon verwandeln. |           |                                           |                                    |                      |                                       |                      |
| 16 | 16        | Höllentrip in die Vergangenheit           | A Blast for Buck                   | 17. Jan. 1980        | 31. Mai 1985 (Sat.1)                  | David G. Phinney     |
| Als gigantische Energiestrahlen in den Erdorbit eindringen, werden die Erdverteidigungskräfte in Alarmbereitschaft versetzt. Im Büro von Dr. Huer materialisiert sich ein Gerät in Form eines Jo-Jo, das bei Berührung auf Dr. Huers Monitor ein Worträtsel erscheinen lässt. Buck, Wilma und Twiki erinnern sich mittels einer speziellen Vorrichtung an ihre Gegner in den vorangegangenen Episoden 1 bis 13, um zu ermitteln, welcher davon für den vermuteten Angriff verantwortlich sein könnte. Als sich zusätzlich noch eine Sanduhr materialisiert, stehen alle unter enormem Zeitdruck. Am Ende, als sich am 31. Dezember auch noch diverses Partyzubehör materialisiert, ergibt sich, dass Hieronymus Fox, der kleine Präsident aus Episode 11, für den vermeintlichen Angriff verantwortlich war, weil er lediglich Buck mit einer Silvesterparty überraschen wollte. |           |                                           |                                    |                      |                                       |                      |
| 17 | 17        | In letzter Sekunde                        | Ardala Returns                     | 27. Jan. 1980        | 6. Nov. 1990 (RTLplus)                | Larry Stewart        |
| Buck und Twiki untersuchen eine vermeintliche Raumkapsel aus dem 20. Jahrhundert, welche sich als Falle der Draconianer erweist und die beiden an Bord des Flaggschiffs von Prinzessin Ardala entführt. Kane zeichnet Bucks Kampferfahrung mit einem speziellen Anzug auf, der Bucks neurales Gedächtnis speichert. Mittels eines Klonprogramms werden identische Kopien von Buck angefertigt. Der Prototyp fliegt nach New Chikago, um Dr. Huer, Wilma und Dr. Theopolis mit einer Bombe in die Luft zu sprengen. Wilma kommt ihm jedoch auf die Schliche und kann ihn rechtzeitig zerstören. Drei weitere Klone fliegen je einen draconianischen „Hatchet Fighter“, mit denen die Erde angegriffen wird. Buck gelingt es, der Prinzessin vorzugaukeln, dass er auch ein Klon sei, und kann so entkommen. Dem echten Buck gelingt es, alle drei falschen Bucks abzuschießen. |           |                                           |                                    |                      |                                       |                      |
| 18 | 18        | Ein gefährliches Geschäft                 | Twiki is Missing                   | 31. Jan. 1980        | 14. Juni 1985 (Sat.1)                 | Sigmund Neufeld, Jr. |
| Wilma dirigiert einen Planetoiden aus gefrorenem Sauerstoff in die Erdatmosphäre, um die Atemluft der Erde zu erneuern. Der Planetoid gerät jedoch außer Kurs. Der Minenbetreiber Kerk Belzak will seine menschlichen Arbeiter auf Toros durch Roboter ersetzen, nachdem Anad, der Anführer der Arbeiter, bessere Arbeitsbedingungen forderte. Belzak schickt deshalb die drei Paranormalen Stella Breed, Clare und Dawn zur Erde, um Twiki als Prototyp zu erhalten. Da Buck sich weigert, Twiki zu verkaufen, stehlen sie Twiki. Nachdem Buck Twiki wieder befreien konnte, lässt Belzak Buck entführen. Twiki fliegt freiwillig nach Toros, um Buck auszulösen. Stella Breed wird von Belzak zu ihren Diensten gezwungen, da er ihren Sohn als Geisel nutzt. Buck und Twiki gelingt es dennoch, mit ihrer Unterstützung von Totos zu fliehen. Dabei nehmen sie eine ausreichende Menge des in der Mine abgebauten Sprengstoffes mit und bringen damit den Sauerstoff-Planetoiden wieder auf Kurs. |           |                                           |                                    |                      |                                       |                      |
| 19 | 19        | Das Olympiade-Syndikat                    | Olympiad                           | 7. Feb. 1980         | 7. Juni 1985 (Sat.1)                  | Larry Stewart        |
| Buck darf bei den Olympischen Spielen 2492 auf dem Planeten Mycos die olympische Flagge übergeben. Die Sportlerin Lara Tizian, die mit ihrem Astroschlitten an einer Art Bobrennen im Weltraum teilnimmt, bittet Back, ihrem Freund Jorax Leet zu helfen. Jorax ist ein Hochspringer aus Lozeria, der nicht mit Ausländern in Kontakt treten darf und gemeinsam mit Lara fliehen will. Um dies zu verhindern, wurde ihm jedoch eine Bombe in den Kopf implantiert. Wilma gelingt es zwar, dem lozerianischen Vertreter Allerick den Fernzünder zu stehlen, doch Dr. Theopolis kann ihn nicht abschalten. Also bringt Wilma den Zünder zurück, um keinen Verdacht zu erregen. Als Lara und Jorax mit dem Astroschlitten fliehen, befiehlt der Satrap von Lozeria, die Bombe auszulösen. Buck bugsiert mit seinem Flieger den Astroschlitten in letzter Sekunde durch das Sternentor, durch welches das Zündersignal nicht gelangen kann. |           |                                           |                                    |                      |                                       |                      |
| 20 | 20        | Jennifer                                  | A Dream of Jennifer                | 14. Feb. 1980        | 21. Juni 1985 (Sat.1)                 | David G. Phinney     |
| Die Covaner bedrohen Vega 5, deshalb fliegen Wilma und Ltn. Rekoff Waffen und Versorgungsgüter dorthin. Die Covaner verändert das Äußere von Leila Markeson so, dass sie aussieht wie Bucks früherer Schwarm Jennifer aus dem 20. Jahrhundert. Sie dient somit als Lockvogel, der Buck nach City-on-the-sea lockt, wendet sich aber schließlich gegen ihre Auftraggeber Commander Reeve und Nola. Dennoch zwingen diese Buck, das Versorgungsschiff von der Erde anzugreifen und behaupten dabei, dass nur Androiden an Bord seien. Buck kann sie überwältigen und nimmt sich vor, ab sofort nur noch für seine jetzige Gegenwart zu leben. |           |                                           |                                    |                      |                                       |                      |
| 21 | 21        | Die Galaxis-Rocker                        | Space Rockers                      | 21. Feb. 1980        | 28. Juni 1985 (Sat.1)                 | Guy Magar            |
| Zum wiederholten Mal randalieren nach einer Konzertübertragung der Rockband „Andromeda“ Jugendliche in der ganzen Galaxie. Die Übertragungen kommen aus der Raumstation „Music World“, wo der Manager Lars Mangros den Ton angibt. Als Tarkus, ein Kundschafter des Erddirektorats, dort heimlich nachforscht, wird er aus einer Luftschleuse geworfen. Daraufhin fliegt Buck dorthin, um angeblich in einer Show mit „Andromeda“ aufzutreten. Twiki und Dr. Theopolis begleiten ihn. Sie finden heraus, dass Lars Mangros einen sogenannten „Partikelionisator“ erfunden hat und damit bewusstseinsverändernde Frequenzen in die Musik seiner Band mischt. Mangros beauftragt seine Freundin Joanna, Buck zu ermorden, was jedoch misslingt. Buck kann zwar die Andromeda-Musiker, Karana, Cirus und Rambeau, auf seine Seite ziehen, aber Mangros will nun statt eines Livekonzerts nur eine Aufzeichnung senden. Es gelingt Buck, den „Partikelionisator“ rechtzeitig zu zerstören, bevor erneute Gewalttätigkeiten eskalieren. (Der Andromeda-Song wurde von Johnny Harris für diese Episode komponiert.)                                                                          |           |                                           |                                    |                      |                                       |                      |
| 22 | 22        | Tödliches Duell                           | Buck’s Duel to the Death           | 20. März 1980        | 20. Nov. 1990 (RTLplus)               | Bob Bender           |
| Auf dem Planeten Katar herrscht der rücksichtslose Trebor, der von Zeit zu Zeit mit ausgewählten Katarianern um Leben und Tod kämpft und immer siegt. Maya, die Tochter des Premierministers Darius, wird von seinem Handlanger Karem entführt, um sie zur Hochzeit mit Trebor zu zwingen. Weil eine alte Legende behauptet, ein 500 Jahre alter Mann namens „Roshan“ würde den Trebor besiegen, fliegt Darius’ Vertrauter Neil zur Erde, um Buck nach Katar zu holen. Er wird von Trebors Männern angegriffen, aber von Buch und Wilma gerettet. Auf Katar eingetroffen, schlägt Buck einen Sturm auf den Palast von Trebor vor, um alle gefangenen Mädchen aus dessen Harem zu befreien. Darius’ Vertrauter Kelan verrät den Plan, so dass Buck gefangengenommen wird. Mit Hilfe von Darius kann er entkommen. Mayas Schwester Vionne verliebt sich aus Dankbarkeit in Buck. Dr. Albert in New Chicago findet heraus, dass Trebor in seinen Händen ein Implantat hat und damit elektrische Blitze werfen kann. Als Trebor den Raumhafen von Katar angreift, fordert er Buck zum Duell. Buck aber kann Trebor, unterstützt von Twiki, mit dessen eigenen Waffen außer Gefecht setzen. |           |                                           |                                    |                      |                                       |                      |
| 23 | 23        | Flug durch das Vortex – Teil 1            | Flight of the War Witch – Part 1   | 27. März 1980        | 27. Nov. 1990 (RTLplus)               | Larry Stewart        |
| Auf dem Heimflug von einem Ausflug mit seiner Freundin Elana findet Buck ein kugelförmiges UFO, bei dessen Untersuchung eine kleine goldene Kugel ausgestoßen wird. Die Kugel enthält die Pläne für einen Flug durch das sogenannte Vortex in ein anderes Universum. Dort befindet sich der friedliebende Planet Pendar, der von den Zaads bedroht wird. Zarina, die Herrscherin der Zaads, hat den Pendaraner Kodus entführt, um von ihm zu erfahren, wie man das Schildgitter um Pendar überwinden kann. Buck fliegt durch das Vortex und wird von Chandar, der Freundin von Kodus, um Hilfe gebeten. Ardala lässt von ihrem Spion Goneril die goldene Kugel stehlen und findet damit ebenfalls den Weg nach Pendar. Dr. Huer und Wilma, die gegen den Diebstahl protestieren, müssen zwangsweise nach Pendar mitfliegen. |           |                                           |                                    |                      |                                       |                      |
| 24 | 24        | Flug durch das Vortex – Teil 2            | Flight of the War Witch – Part 2   | 27. März 1980        | 4. Dez. 1990 (RTLplus)                | Larry Stewart        |
| Sowohl die Draconianer unter Ardala und Kana, als auch Buck, Wilma, Dr. Huer, Twiki und Dr. Theopolis sind im anderen Universum gefangen, denn in der goldenen Kugel waren nur die Pläne für den Hinflug durch das Vortex enthalten, aber nicht für den Rückweg. Die Pendaraner würden ihnen helfen, wenn sie diese um Hilfe im Kampf gegen die Zaads unterstützen. Buck versucht, Ardala davon zu überzeugen, gemeinsam diesen Kampf zu versuchen. Doch Ardala versucht stattdessen, mit Zarina gemeinsame Sache zu machen und verrät Buck. Erst als dies nicht gelingt, stimmen die Draconianer einem zeitweiligen Bündnis zu. Nachdem es den Zaads gelungen war, den Schutzschild der Pendaraner unwirksam zu machen, gelingt Buck mit Ardala und Kodus die Flucht von Zarinas Raumschiff. Der Schutzschild wird repariert und genau in dem Augenblick wieder aktiviert, als Zarinas Raumschiff hindurchfliegen will und dadurch zerstört wird. |           |                                           |                                    |                      |                                       |                      |

### Staffel 2
| Nr. (ges.) | Nr. (St.) | Deutscher Titel                 | Originaltitel             | Erstausstrahlung USA | Deutschsprachige Erstausstrahlung (D) | Regie            |
| --- | --------- | ------------------------------- | ------------------------- | -------------------- | ------------------------------------- | ---------------- |
| 25 | 1         | Die Zeit des Falken – Teil 1    | Time of the Hawk – Part 1 | 15. Jan. 1981        | 11. Dez. 1990 (RTLplus)               | Vincent McEveety |
| Buck, Wilma, Twiki und der Wissenschaftler Dr. Goodfellow befinden sich auf dem Raumschiff „Searcher“. Nachdem die Familie des humanoiden Vogelmannes Hawk und seiner Partnerin Koori durch menschliche Piraten getötet wurden, befindet er sich auf einem Rachefeldzug. Er tötet die Besatzung eines Frachters, woraufhin Buck beauftragt wird, ihn vor Gericht zu bringen. Er fliegt in die Stadt Neutralia auf dem Planeten Droom, wo Raumschiffe jeglicher Herkunft diskret repariert werden. Dort versucht der Pirat Flagg vergeblich, gemeinsam mit seinen Komplizen Bucks Raumschiff unter seine Gewalt zu bringen. Im „Tal der Adler“ findet Buck die Gefährtin Hawks, Koori, und benutzt sie als Lockvogel. Beim Angriff Hawks wird sie schwer verletzt. |           |                                 |                           |                      |                                       |                  |
| 26 | 2         | Die Zeit des Falken – Teil 2    | Time of the Hawk – Part 2 | 15. Jan. 1981        | 18. Dez. 1990 (RTLplus)               | Vincent McEveety |
| Buck hilft Hawk, Koori zu einer Heilerin nach Neutralia zu bringen. Die verweist beide weiter zum sogenannten „Unsterblichen“. Als Flagg und seine Komplizen Buck angreifen, unterstützt ihn Hawk. Nachdem Koori stirbt, kämpft Hawk dennoch gegen Buck und versucht ihn zu töten. Der Unsterbliche betäubt beide, so dass Hawk vor das intergalaktische Gericht gestellt werden kann. Dort bittet Buck um Nachsicht für ihn. Hawk erkennt, dass nicht alle Menschen böse sind, und tritt der Mannschaft der „Searcher“ bei. |           |                                 |                           |                      |                                       |                  |
| 27 | 3         | Odee-x und die Atavars – Teil 1 | Journey to Oasis – Part 1 | 22. Jan. 1981        | 15. Jan. 1991 (RTLplus)               | Daniel Haller    |
| In der Stadt Oasis auf dem Planeten R4 sollen Friedensverhandlungen zwischen dem Erddirektorat und den Zyklarianern stattfinden. Ein Shuttle mit Buck, Wilma, Goodfellow und Hawk soll Aram Duvoe, den Botschafter der Zyklarianer, zu den Friedensgesprächen bringen, gerät aber in einen Magnetsturm und stürzt über unwirtlichem Gebiet ab, ohne einen Notruf absenden zu können. Buck und seine Gefährten müssen den Botschafter zu Fuß nach Oasis eskortieren. Unterwegs werden sie von den einheimischen Atavars, einem primitiven Stammesvolk, angegriffen. Außerdem finden sie den eigenwilligen kleinen Odee-X, der sie unterstützt und ihnen den Weg nach Oasis zeigt. Wilma und der Botschafter hatten zudem vor sieben Jahren eine leidenschaftliche Liebesbeziehung, die offenbar noch nicht erloschen ist. Währenddessen werfen die Zyklarianern dem Kommandierenden der „Searcher“, Admiral Asimov, vor, den Botschafter entführt zu haben. Falls er nicht rechtzeitig in Oasis ankommen sollte, wollen sie die „Searcher“ zerstören und die Erde angreifen. |           |                                 |                           |                      |                                       |                  |
| 28 | 4         | Odee-x und die Atavars – Teil 2 | Journey to Oasis – Part 2 | 22. Jan. 1981        | 22. Jan. 1991 (RTLplus)               | Daniel Haller    |
| Buck, Wilma, Goodfellow und Hawk sind weiter mit Botschafter Aram Duvoe unterwegs nach Oasis. Odee-X verfolgt sie heimlich. Er gab ihnen mehrere Rätsel mit auf den Weg, deren Lösung ihnen hilft, die unterwegs auftauchenden Gefahren zu überwinden. Buck sieht durch einen Zufall, wie der Botschafter seinen Kopf abnimmt, wozu die Zyklarianer in der Lage sind. Wilma erzählt er nichts davon. Als die Atavars angreifen, kann Duvoe sie in die Flucht schlagen, indem er seinen Kopf abnimmt. Wilma, die zunächst ebenfalls geschockt ist, überwindet ihre Überraschung und versichert Duvoe ihre lebenslange Freundschaft, nachdem sie glücklich in Oasis eingetroffen und er die Friedensverhandlungen zu einem erfolgreichen Ende geführt hat. |           |                                 |                           |                      |                                       |                  |
| 29 | 5         | Janovus XXVI                    | The Guardians             | 29. Jan. 1981        | 19. Feb. 1991 (RTLplus)               | Jack Arnold      |
| Buck erforscht mit Hawk einen fremden Planeten. Sie finden dort einen sterbenden alten Mann, den Wächter Janovus XXVI, der Buck eine Kiste aus Jade anvertraut. Ab diesem Zeitpunkt treten bei mehreren Mitgliedern der Besatzung erschreckende Visionen auf, zudem verliert sie die Kontrolle über das Schiff. Die Nahrungsmittel gehen zu Ende und Wilma droht zu erblinden. Es kommt zu Konflikten, als Ltn. Devlin und der Captain versuchen, die Kiste zu zerstören. Buck hält sie davon ab, denn er erkennt, dass sie zu einem neuen Wächter geführt werden. Auf dem Zielplaneten kann Buck die Kiste an Janovus XXVII übergeben, Wilmas Augen werden wieder gesund und das Schiff kann zur Erde zurückkehren. |           |                                 |                           |                      |                                       |                  |
| 30 | 6         | Angriff der Saurier             | Mark of the Saurian       | 5. Feb. 1981         | 12. Juli 1985 (Sat.1)                 | Barry Crane      |
| Ein Spion der aggressiven Saurianer überwältigt den Diensthabenden der Delta-Quadrant-Verteidigungsstation, Major Elif, und übernimmt dessen Platz, indem er mittels eines Gerätes das Aussehen von Major Elif annimmt. Buck hat sich auf einem fremden Planeten mit dem Cygnus-Fieber angesteckt und liegt geschwächt auf der Krankenstation, während die Delegation um Botschafter Cabot und Dr. Moray an Bord kommt, die gerade die bedingungslose Kapitulation der Saurianer ausgehandelt hatte. Aufgrund seiner Erkrankung erkennt Buck einen grünen Schleier um die Mitglieder der Delegation, bei der es sich ebenfalls um getarnte Saurianer handelt. Wenn Buck große Schmerzen hat, verschwindet die Illusion vollständig und er erkennt die Reptilienwesen, die die „Searcher“ sabotieren, um in die Delta-Station eindringen zu können. Alle anderen Besatzungsmitglieder denken, dass Buck halluziniert. Doch als Buck mit Hilfe von Wilma und Hawk die Schiffstemperatur absenkt, fallen die Saurianer in Winterschlaf und können enttarnt werden. |           |                                 |                           |                      |                                       |                  |
| 31 | 7         | Subatomare Oszillation          | The Golden Man            | 19. Feb. 1981        | 5. Feb. 1991 (RTLplus)                | Vincent McEveety |
| Die „Searcher“ kollidiert im Alpha-Centauri-Feld mit einem Asteroiden und kann sich auch mittels Traktorstrahl nicht mehr befreien. Kurz zuvor hatte sie eine Rettungskapsel an Bord genommen, in der sich Velis befand, ein knabenartiges Wesen mit goldfarbener Haut. Er stammt von „Velar 5“, wo die Menschen die Fähigkeit zur subatomaren Stoffveränderung besitzen, sich aber mit zunehmendem Alter von einer erwachsenen Gestalt zu einer kindlichen Gestalt entwickeln. Dabei verringern sich auch die stoffändernden Kräfte. Die Rettungskapsel mit Velis' Sohn Relcos ist auf der Sträflingskolonie „Iris 7“ gestrandet, wo er als „Goldener Mann“ gefangengehalten und bedroht wird. Buck und Velis wollen ihn retten, werden aber ebenso gefangengenommen. Hawk, der ihnen hinterher geflogen ist, gibt sich als Vertreter der Gefängnisüberwachung aus und kann schließlich trotz seiner Enttarnung erfolgreich mit den Dreien wieder zurückfliegen. Relcos gelingt es mit seinen Fähigkeiten, das Gewicht des Asteroiden zu verringern, und die Searcher kommt wieder frei. |           |                                 |                           |                      |                                       |                  |
| 32 | 8         | Die Kristalle                   | The Crystals              | 5. März 1981         | 26. Feb. 1991 (RTLplus)               | John Patterson   |
| Die „Searcher“ treibt ohne Antrieb im All. Buck, Wilma und Hawk fliegen zum Planeten Philoctetes, um Antriebskristalle zu finden. Dabei stoßen sie auf eine Mumie, die zu einer monsterähnlichen Kreatur wird und die gefundenen Kristalle wieder stiehlt, und auf ein junges Mädchen, das unter Amnesie leidet. Buck gibt dem Mädchen den Namen Laura. Laura und das Monster haben die gleiche DNS-Struktur, so dass zunächst vermutet wird, dass sich auch das Mädchen in ein Monster verwandeln wird. Es stellt sich heraus, dass Wissenschaftler von der Erde auf diesem Planeten vor 300 Jahren biologische Versuche durchführten und die Genstruktur der Kolonisten mit Hilfe der Kristalle veränderten, um die Reproduktion effizienter zu gestalten. Das Monster verwandelt sich schließlich in einen jungen Mann. Er und Laura sind die letzten Nachkommen der Kolonisten. |           |                                 |                           |                      |                                       |                  |
| 33 | 9         | Der Horror-Planet               | The Satyr                 | 12. März 1981        | 5. Juli 1985 (Sat.1)                  | Victor French    |
| Im Jahr 2491 landet Buck allein auf dem Planeten Arcadis, um nach Spuren der dortigen menschlichen Kolonie zu suchen. Er findet jedoch nur einen Jungen namens Delph und dessen Mutter Cyra Samos. Sie sind die letzten Überlebenden, denn es stellt sich heraus, dass ein Virus alle erwachsenen Männer zu wilden Satyren, also gehörnten Wesen mit Fell und Hufen, verwandelt hat, deren Augen farbig blitzen, wenn sie wütend sind. Sie verfügen über elektrisch geladene Peitschen, die Blitze verschleudern. Pangor ist der stärkste von ihnen und besitzt ein halbmechanisches Pferd, dessen Augen ebenfalls blitzen. Er quält und beraubt regelmäßig Cyra und ihren Sohn. Zuvor war er Major Jason Samos, der Anführer der Siedler, Cyras Ehemann und Delphs Vater. Mit seiner Peitsche beschädigt er Bucks Schiff und Twiki. Buck wird von ihm gebissen, woraufhin auch bei ihm der Verwandlungsprozess in einen Satyr beginnt. Als er Pangor im Kampf beinahe ertränkt, wird diesem seine Vergangenheit wieder bewusst und er hilft Buck, die anderen Satyre in eine Sprengfalle zu locken und zu töten. Auch Pangor kommt dabei ums Leben. Cyra und Delph verlassen Arcadis und siedeln sich auf Orion an. |           |                                 |                           |                      |                                       |                  |
| 34 | 10        | Die Solar-Zwerge                | Shgoratchx!               | 19. März 1981        | 8. Jan. 1991 (RTLplus)                | Vincent McEveety |
| Buck, Hawk und der Roboter Crichton finden ein zardonisches Raumschiff mit sieben Liliputanern, nämlich sechs Generälen und einem Gefreiten. An Bord befinden sich Solarbomben auf dem Weg zu einer Beseitigungsfabrik. Die Zwerge kommen an Bord der „Searcher“, wo sie aus Spaß die Antriebe starten, so dass Crichton stürzt und sein Positronengehirn schwer beschädigt wird. Außerdem versuchen sie, Col. Deering zu entkleiden, weil sie keine Frauen kennen. Als die Searcher manövrierunfähig auf einen Stern zusteuert, wird Twikis Gehirn in Crichton eingesetzt, damit dieser das Schiff reparieren kann. Die Zwerge verfügen über telekinetische Kräfte, und es gelingt ihnen, Crichton und Twiki zu reparieren. |           |                                 |                           |                      |                                       |                  |
| 35 | 11        | Hüter des Goral                 | The Hand of Goral         | 26. März 1981        | 12. Feb. 1991 (RTLplus)               | David G. Phinney |
| Buck, Wilma und Hawk erforschen den Planeten Vordeeth. Sie finden dort einen abgestürzten Piloten namens Reardon, den Wilma mit ihrem Schiff zur Searcher fliegt. Als auch Buck und Hawk zurückkehren, fällt ihnen auf, dass sich die Charaktere der Besatzungsmitglieder verändert haben: Admiral Asimov wittert in jeder Handlung eine Meuterei, Crichton ist überaus höflich und Twiki unverschämt. Aufgrund der veränderten Lage im Orbit geht Buck davon aus, dass sie auf einer Kopie der „Searcher“ gelandet sind. Tatsächlich werden sie vom Hüter der Goral einem Test unterzogen. Die echte „Searcher“ wird mittels eines Strahls im Orbit über Vordeeth festgehalten. Erst als Buck entdeckt, dass Reardon im Auftrag des Hüters eine Bombe im Reaktorraum der „Searcher“ deponiert hat, hat die Besatzung des Test der Goral bestanden. |           |                                 |                           |                      |                                       |                  |
| 36 | 12        | Rückkehr in die Vergangenheit   | Testimony of a Traitor    | 9. Apr. 1981         | 5. Mär. 1991 (RTLplus)                | Bernard McEveety |
| Die „Searcher“ wird zur Erde zurückbeordert, wo Kommissar Bergstrom an Bord kommt und Buck wegen Hochverrats verhaftet. Auszeichnungen auf einem ausgegrabenen Videoband aus dem 20. Jahrhundert belegen, dass er vor 500 Jahren im Auftrag von fanatischen Generälen der US-Army die Startcodes der amerikanischen Interkontinentalraketen gestohlen hat, wodurch der Dritte Weltkrieg begann. Hawk, Wilma und Dr. Goodfellow helfen Buck, seine versteckten Erinnerungen zu aktivieren. Damit kann gezeigt werden, wie er in einer geheimen Basis unter dem Mount Rushmore den US-Präsidenten traf. Dabei willigte Buck der Löschung seiner Erinnerungen zu, um die verräterischen Militärs überzeugend zu unterwandern und ihnen das Handwerk zu legen. |           |                                 |                           |                      |                                       |                  |
| 37 | 13        | Das dorianische Geheimnis       | The Dorian Secret         | 16. Apr. 1981        | 29. Jan. 1991 (RTLplus)               | Jack Arnold      |
| Auf einer Raumstation wird die Dorianerin Asteria von mehreren maskierten Männern des dorianischen Sicherheitsdienstes verfolgt und flieht mit Bucks Hilfe auf die „Searcher“, welche gerade Flüchtlinge einer Naturkatastrophe nach Xenius bringt. Kurz darauf wird die „Searcher“ vom Kriegsschiff des Dorianers Koldar angegriffen, der die Auslieferung von Asteria fordert. Da er die „Searcher“ abwechselnd extremer Kälte und extremer Hitze aussetzt, stimmen die Flüchtlinge ab und Asterias Auslieferung zu. Asteria wird für den Mord an Koldars Sohn Demeter verantwortlich gemacht und ist zum Tode verurteilt. Buck fordert ihre sofortige Hinrichtung und erreicht dadurch, dass Demeters Bruder Josen offenbart, wie Demeter in Wirklichkeit ums Leben kam, nämlich infolge eines Unfalls nach einem Streit der beiden. Alle Dorianer sind durch ein Gesetz verpflichtet, ständig Masken zu tragen. Nach Asteria setzt auch Josen seine Maske ab und überzeugt Koldar, dies auch seinen Männern zu befehlen. Dadurch wird klar, dass alle Dorianer gleich aussehen, was offenbar ihr Geheimnis war.                                                                                                  |           |                                 |                           |                      |                                       |                  |

## Veröffentlichungen
2008 erschien die Serie in Deutschland auf DVD in zwei Sets mit neun bzw. fünf Discs. Man griff dafür auf das deutsche TV-Material zurück. 2015 wurde diese Fassung erneut aufgelegt; wiederum in Standardauflösung allerdings nun in Boxen mit jeweils nur zwei Blu-ray-Discs (SD on Blu-ray). 2017 erschien dann die vollständige Serie in einer Blu-ray-Box in HD. Für einige Episoden wurden auch alternative Schnittfassungen angeboten.
Seit Juli 2013 ist die Kinofassung als DVD mit deutscher und englischer Tonspur erhältlich. Bis dahin war sie nur als VHS verfügbar.
In Großbritannien sind beide Staffeln von Buck Rogers – mit insgesamt 37 Episoden – auf VHS, DVD und Blu-ray erschienen.

## Verschiedenes
Erstmals wurde Buck Rogers 1939 als 12-teiliges Matinee-Serial verfilmt. Die Laufzeit je Episode betrug etwa 20 Minuten. Hier spielte Buster Crabbe, der schon als Flash Gordon zu sehen war, die Rolle des Buck. Dieses Serial wurde auch schon einige Male in Deutschland in den Dritten Programmen ausgestrahlt. Crabbe hatte auch einen Cameo-Auftritt in der Folge „Vistula – Die tödliche Bedrohung“, wo sein Rollenname „Brigadier Gordon“ war. Eine weitere US-amerikanische Fernsehserie entstand ab 1950 mit Kem Dibbs in der Hauptrolle. Ab 1951 wurde Dibbs von Robert Pastane ersetzt. Die Aufnahmen dieser zweiten Serie gelten heute als verschollen.
Einige bekannte Darsteller hatten in der Serie Gastauftritte. Unter ihnen Jack Palance (Vistula – Die tödliche Bedrohung) und Jamie Lee Curtis (Ein tödliches Wagnis).

## Medien
Neben einer Taschenbuch-Romanreihe beim Luebbe-Verlag und auch bei Goldmann, waren auch Computerspiele zur Serie erhältlich. In Deutschland veröffentlichte der Condor Verlag Comics zur TV-Serie in den „Die Superhelden“ Taschenbüchern 11 bis 14 sowie im „UFO“ Taschenbuch 4.